# Пекфиц
Пекфиц (нем. Peckfitz) — община в Германии, в земле Саксония-Анхальт.
Входит в состав района Зальцведель. Подчиняется управлению Зюдлихе Альтмарк. Население составляет 166 человек (на 31 декабря 2006 года). Занимает площадь 5,91 км².